# Rivadavia megye (Salta)
Rivadavia egy megye Argentína északnyugati részén, Salta tartományban. Székhelye Rivadavia.

## Népesség
A megye népessége a közelmúltban a következőképpen változott:
| Év   | Lakosság |
| ---- | -------- |
| 2001 | 27 221   |
| 2010 | 30 357   |